# Pac-Man 2: The New Adventures
 (juin 2015).
Si vous disposez d'ouvrages ou d'articles de référence ou si vous connaissez des sites web de qualité traitant du thème abordé ici, merci de compléter l'article en donnant les références utiles à sa vérifiabilité et en les liant à la section « Notes et références ».
Pac-Man 2: The New Adventures (ハロー! パックマン, Hello! Pac-Man) est un jeu vidéo développé par Namco sorti en 1994 sur Super Nintendo et Mega Drive. Le jeu étant une adaptation de la série animée Pac-Man de 1980, il se différenciera donc énormément des autres aventures de Pac-Man car on n'y dirige pas le personnage principal, mais un lance-pierres qui va attirer l'attention du personnage sur certains éléments. Suivant son humeur, Pac-Man effectuera une action différente. On peut aussi l'interpeller en criant « Look » en appuyant sur un bouton de la manette et une direction.

## Système de jeu
Pac-Man 2: The New Adventures adopte un style de jeu similaire au point-and-click, mais avec quelques différences notables par rapport aux autres titres du genre. En premier lieu, le joueur ne contrôle pas directement Pac-Man, puisque Pac-Man se déplace et interagit avec son environnement de son propre chef. Le joueur contrôle une fronde et doit s'en servir pour tirer sur des objets et personnages (Pac-Man compris) afin d'aider Pac-Man à accomplir sa mission. On peut aussi se servir de la fronde pour envoyer une super pac-gomme, que le joueur possède en quantité limitée, afin de transformer Pac-Man en Super Pac-Man, ce qui lui permet de voler et, comme dans le jeu d'arcade d'origine, de manger les fantômes.
Le joueur peut aussi se servir du bouton « Look » pour demander à Pac-Man de regarder ou de se diriger dans une direction particulière.
Au cours du jeu, les interactions et les situations que va vivre Pac-Man vont influencer sur son moral. Il s'agit d'une des subtilités du jeu car Pac-Man refusera d'accomplir certaines actions s'il est trop démoralisé, ou au contraire se comportera de manière inattendu s'il est d'humeur loufoque. Il incombera au joueur de faire son possible pour éviter les situations indésirables et provoquer les interactions attendues.
Au cours de son aventure, Pac-Man sera amené à emprunter un wagonnet pour traverser des mines, ou à utiliser un deltaplane. Durant ces phases de gameplay, le joueur doit dire à Pac-Man quoi faire et doit tirer sur les obstacles et les fantômes pour lui permettre d'arriver au bout de sa traversée sans encombre.
Dès le début du jeu, il est aussi possible de jouer, via la salle d'arcade, à la première version de Pac-Man. Ensuite, il est aussi possible de jouer à Ms. Pac-Man, à condition que le joueur remplisse les conditions pour débloquer l'accès à la seconde borne d'arcade (récupérer 3 pièces d'une cartouche).

## Histoire
Au cours du jeu, Pac-Man sera sollicité (souvent par un membre de sa famille) à réaliser différentes tâches. Le jeu se décompose en 4 missions ayant chacune un objectif différent à accomplir, à chaque fois plus compliquée que la précédente.
En premier lieu, Ms. Pac-Man demande à Pac-Man d'aller chercher du lait pour Baby Pac-Man, car celui-ci a faim et ils n'en ont plus chez eux.
Ensuite, la seconde mission consiste à aller cueillir les fleurs préférées de Lucie, afin de les lui offrir pour son anniversaire.
La troisième mission consiste à aller en centre-ville afin de récupérer la guitare de Pac-Man Jr., volée par les fantômes.
La quatrième et dernière mission consiste à mettre fin aux agissements de la sorcière de Netor et des fantômes qui font ici office de larbins, et de détruire le monstre de chewing-gum.
Les fantômes sont bien sûr de la partie mais ont cette fois une maîtresse : la sorcière de Netor qui veut se débarrasser du héros et contrôler le monde.